# Sarah Siddons
Sarah Siddons (5. juli 1755 – 8. juni 1831) var en britisk skuespillerinde og en af de bedste kendte i hendes tid. Hun var storesøster til John Philip Kemble, Charles Kemble, Stephen Kemble, Ann Hatton og Elizabeth Whitlock. Hun var mest kendt for hendes udgave af Shakespeares Lady Macbeth, fra tragedien Macbeth.